# Floriano Bodini

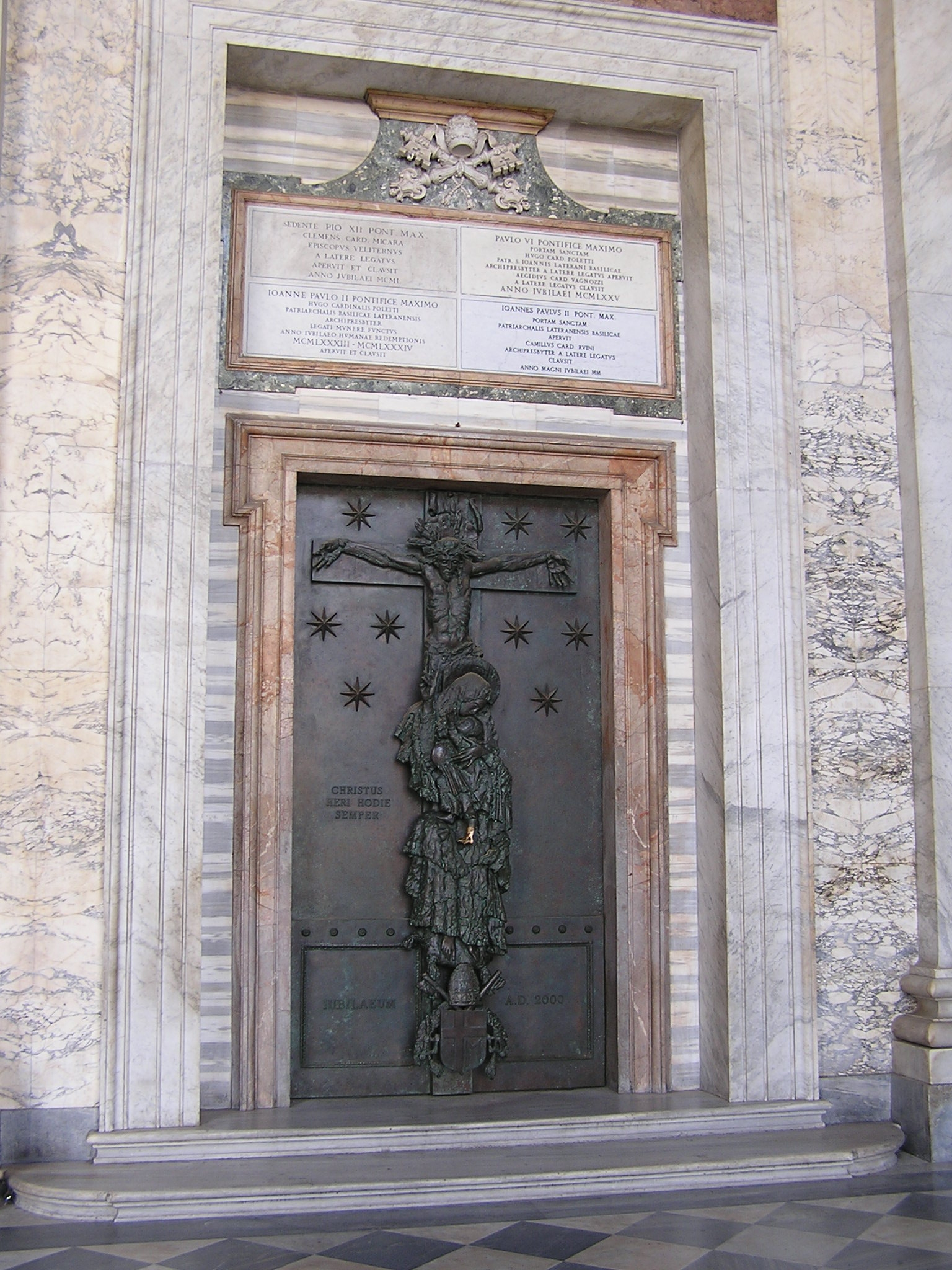
Svatá brána v lateránské bazilice – dílo Floriana Bodiniho

Floriano Bodini (8. ledna 1933 Gemonio, Provincie Varese – 2. července 2005 Milán) byl italský sochař a medailér.

## Život
Po absolvování vyšší umělecké školy studoval na Accademia di Belle Arti di Brera sochařství u Francesca Messiny. V roce 1958 se konala jeho první samostatná výstava. V roce 1968 se stala jeho dřevěná plastika „portrét papeže“ částí sbírky vatikánských muzeí, čímž se o něm dozvěděli v jiných evropských zemích. V roce 1970 mu byla udělena cena Bolatti. V roce 1977 mu Accademia Nazionale di San Luca udělila „Cenu prezidenta republiky za skulpturu“. V letech 1978 až 1987 byl vedoucím katedry sochařství na Accademia di Carrara, a v letech 1991 až 1994 byl prezidentem této Akademie. V roce 1987 byl jmenován profesorem sochařství na Technické univerzitě v Darmstadtu a tuto pozici zastával pozici až do roku 1999. Od roku 1985 byl autorem jeho rozsáhlé řady velkých veřejných prací, mimo jiné, v Miláně, Parmě a ve Varese. V roce 1996 byl vyznamenán cenou Michelangela Buonarrotiho za sochařství.
V jeho rodišti v Gemoniu je muzeum, které je po něm pojmenované.

## Dílo
Je autorem mj. Svaté brány v v bazilice sv. Jana v Lateránu (San Giovanni in Laterano) a mnoha jiných monumentálních děl.